# Sub tuum praesidium

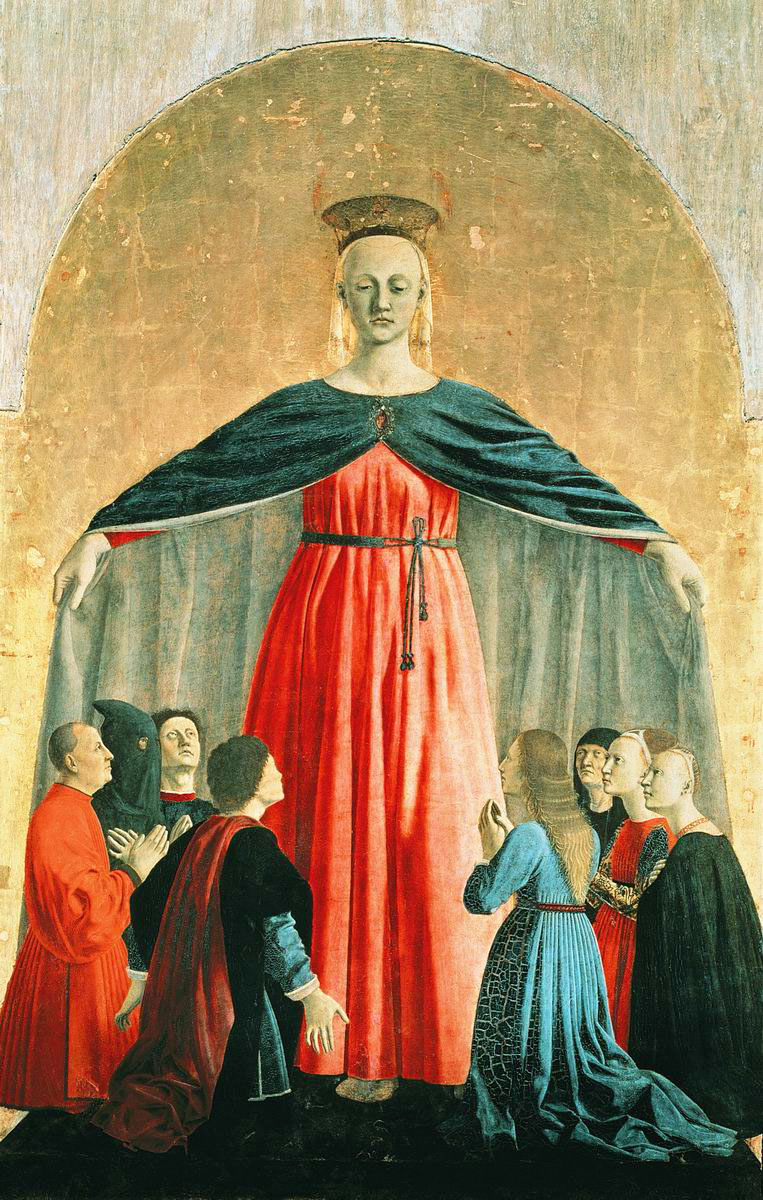
La Virgen de la Merced, representando la protección bajo su manto. Óleo sobre tabla,.

Bajo tu protección (griego: Ὑπὸ τὴν σὴν εὐσπλαγχνίαν; en latín: Sub tuum præsidium: Sub tuum præsidium) es el himno tropario más antiguo conservado actualmente de la Virgen María como la Madre de Dios, (Theotokos) el cual ha sido copiado y traducido sucesivamente a través de los siglos.
El himno es bien conocido en muchos países de tradición ortodoxa o católica, y es, a menudo, un cántico usado junto con el Salve Regina.

## Historia
El texto más antiguo de este himno se encuentra en un texto griego puesto por escrito hacia el año 250 d. C., en un papiro encontrado en Oxirrinco, Egipto según algunos autores, o un siglo más tarde, según otros. Se usa en la liturgia copta de este día, así como en la bizantina, ambrosiana, y las liturgias del rito romano. Edgar Lobel dató el papiro, que la tradición cristiana ha rezado desde la antigüedad. Orígenes de Alejandría (184-253) ya mostraba aprecio a la invocación a María. 
En el Concilio de Éfeso, (431) se reconoció de forma  solemne el título de Theotokos confirmando que era el adecuado para la Virgen María, aunque Nestorio se opuso. La inclusión en el rito romano testimoniada en el Liber Responsablis, es atribuida a Gregorio Magno (540-604).
En el siglo IX es copiado y presentado como “Sub tuum praesidium confugimus, Sancta Dei Genitrix”  Además del texto griego, hay versiones antiguas en copto, siriaco, armenio y latín.  En algunas traducciones del siglo X y XI, incluyen la palabra "Praesidium" que implica, en el lenguaje militar romano, "asistencia o refuerzo militar en tiempo de guerra". En otras incluyen la palabra griega eysplagknían, para referirse a las entrañas misericordiosas de la Madre de Dios.
La práctica medieval y posterior en varias diócesis, especialmente en Francia, fue utilizar el Sub tuum... como la antífona final de completas en vez del Salve Regina y en el rito de Braga, donde se canta al final de la misa.

## Uso contemporáneo
En el rito bizantino utilizado por las Iglesias Ortodoxa y católicas de rito oriental, el himno se canta como el último himno del oficio de Vísperas en la Gran Cuaresma En la práctica griega se canta normalmente en cántico neobizantino.
La versión eslava del himno se utiliza a menudo fuera de la Gran Cuaresma, con la triple invocación «Пресвѧтаѧ Богородице спаси насъ» ("Santísima Madre de Dios, salvanos") añadida. Otra versión distinta de la tradicional y de las versiones modernas, que son generalmente las más utilizadas, es la de Dmitri Bortniansky.
En el Rito romano de la Iglesia católica se utiliza como la antífona para el Nunc dimittis en Completas en el breviario del Pequeño Oficio de Nuestra Señora, y en la Liturgia de las Horas puede usarse como antífona mariana después de Completas fuera del tiempo Pascual.

## En la Música
Una versión latina ha sido musicada de diversas formas, entre ellos por Marc-Antoine Charpentier, Antonio Salieri y Wolfgang Amadeus Mozart, además de por Giovanni Pierluigi da Palestrina, Heinrich Isaac, Johann Adolf Hasse, Heitor Villa-Lobos, Jan Dismas Zelenka, Guy Ropartz, Costanzo Festa, Juan García de Salazar, Blas Tardío de Guzmán, Bartłomiej Pękiel, Otto Albert Tichý, y Alberich Mazak. En 2010 el texto fue musicado como motete para coro de tres voces en latín, eslavo y griego por el compositor inglés Ivan Moody.
La oración tiene una importancia especial para los maristas; por lo cual suele ser usada en las escuelas de esta congregación. Los Salesianos lo emplean en honor a María Auxiliadora.

## Indulgencia
El Papa Pío VI en el decreto del 5 de abril de 1786 concedió la indulgencia de cien días y, los domingos, de 7 años y el mismo número de cuarenta años a todo aquel que con corazón contrición recitara por la mañana la antífona Salve Regina y por la tarde el Sub tuum praesidium.
Este tipo de indulgencias expresadas en días o años fueron suprimidas por la Indulgentiarum Doctrina de 1967.
El Enchiridion Indulgentiarum de 2004 prevé la indulgencia parcial.

## Recensiones

### Griego
| Texto griego | Traducción española |
| --- | --- |
| Ὑπὸ τὴν σὴν εὐσπλαγχνίαν,, καταφεύγομεν, Θεοτόκε. Τὰς ἡμῶν ἱκεσίας,, μὴ παρίδῃς ἐν περιστάσει,, ἀλλ᾽ ἐκ κινδύνων λύτρωσαι ἡμᾶς,, μόνη Ἁγνή, μόνη εὐλογημένη. | Bajo vuestras entrañas de misericordia, Nos refugiamos, Oh Madre de Dios: No desprecies nuestras súplicas en tiempos de problemas: Pero rescátanos de los peligros, Sólo pura, sólo bendita. |

### Iglesia Eslava
Los manuscritos más antiguos de la Iglesia Eslava tienen la oración en la forma siguiente:
| Eslavo eclesiástico | Traducción española |
| --- | --- |
| Подъ твою милость, прибѣгаемъ богородице дѣво, молитвъ нашихъ не презри в скорбѣхъ. но ѿ бѣдъ избави насъ, едина чистаѧ и благословеннаѧ. | Debajo vuestra piedad, Nos refugiamos, Oh Virgen Madre de Dios: No desaires las súplicas de nuestra aflicción, Mas líbranos de los peligros, Oh Única pura y bendita. |

Esta versión continúa siendo utilizada por los Viejos Creyentes  hoy. En el siglo XVII, bajo las reformas litúrgicas del Patriarca Nikon de Moscú, la Iglesia ortodoxa rusa adoptó una traducción nueva (pero algunas parroquias continúan usando la forma dada anteriormente):
| Eslavo eclesiástico | Traducción española |
| --- | --- |
| Подъ твое благоѹсробїе прибѣгаемъ Богородице, моленїѧ наша не презри во ωбстоѧнїй, но ѿ бѣдъ исбави ны, едина Чистаѧ, и Благословеннаѧ | Bajo vuestra ternura de corazón Nos refugiamos, Oh Madre de Dios, No desaires nuestras suplicas en la necesidad, Mas líbranos de los peligros, Oh Única pura y bendita. |

Esta segunda versión continúa utilizándose hoy.

### Latín
La traducción latina, probablemente derivado de la griega, data del siglo XI: 
| Texto latino | Traducción española |
| --- | --- |
| Sub tuum praesidium confugimus, Sancta Dei Genetrix; nostras deprecationes ne despicias in necessitatibus; sed a periculis cunctis libera nos semper, Virgo gloriosa et benedicta | Bajo tu amparo nos acogemos, Santa Madre de Dios; no deseches las súplicas que te dirigimos en nuestras necesidades; antes bien, líbranos siempre de todo peligro, ¡Oh Virgen gloriosa y bendita! |